# Мармелейра (Мортагуа)
Мармелейра (порт. Marmeleira) — район (фрегезия) в Португалии, входит в округ Визеу. Является составной частью муниципалитета Мортагуа. Находится в составе крупной городской агломерации Большая Коимбра. По старому административному делению входил в провинцию Бейра-Алта. Входит в экономико-статистический субрегион Дан-Лафойнш, который входит в Центральный регион. Население составляет 533 человека на 2001 год. Занимает площадь 16,52 км².
Покровителем района считается Архангел Михаил (порт. S. Miguel Arcanjo).